# Grumbach (Sauerbornsbach)
Der Grumbach ist ein etwa zwei Kilometer langer, westnordwestlicher und rechter Zufluss des Sauerbornsbach in Hessen.

## Geographie

### Verlauf
Der Grumbach entspringt im Vordertaunus auf einer Höhe von etwa 215 m ü. NHN in der Flur Oberer Grummbach in einer Wiese südöstlich des  Königsteiner Stadtteils Mammolshain. Seine Quelle liegt östlich einer an einem Südhang gelegenen und überwiegend mit älteren Bäumen in Reihenpflanzung bewachsenen Obstwiese. Knapp zweihundert Meter südsüdöstlich der Quelle steht am Alten Postkutschenweg ein Wegkreuz aus Sandstein und Holz aus dem Jahre 1764.
Der Bach fließt zunächst stark begradigt knapp einen halben Kilometer in ostsüdöstlicher Richtung durch die Wiesen erst der Flur Oberer Grummbach und dann der Flur Untere Grummbach, passiert danach die Grenze vom Hochtaunuskreis zum Main-Taunus-Kreis und betritt dabei das Gebiet der Gemarkung Schwalbach am Taunus.
Er läuft nun durch den kleinen Sauerbornwald und speist dort einen Fischteich des Anglervereins Schwalbach. Der Bach verlässt dann den Wald und unterquert die L 3015. Etwas nördlich davon befindet sich die Stelenskulptur der El Lissitzky-Allee des Darmstädter Künstlers Gerhard Schweizer.  Begleitet von dichtem Gehölz zieht der Bach nun zwischen der Schwalbacher Großsiedlung Limesstadt im Süden und einem  Waldfriedhof mit einer Friedhofskapelle im Norden durch das Grünland der Flur Wasserlach. An Nordostrand des Friedhofes steht die Nachbildung eines 1839 gefundenen römischen Viergöttersteins, der einst Fundament einer Jupitersäule war. Etwas bachabwärts bei der Flur Die Grumbach lag zur Rechten in diesen Zeiten ein römischer Gutshof.
Bei der Flur In der Grumwies knickt der Bach fast rechtwinklig  nach Ostnordosten ab und mündet schließlich auf 153 m von rechts in den dort zuletzt aus dem Nordnordwesten heranziehenden Sauerbornsbach.

### Flusssystem Nidda
- Fließgewässer im Flusssystem Nidda